# Kuwaita dolicognatha
Kuwaita dolicognatha är en ringmaskart som först beskrevs av Rioja 1941.  Kuwaita dolicognatha ingår i släktet Kuwaita och familjen Lumbrineridae. Inga underarter finns listade i Catalogue of Life.